# Грейнджфорд
Грейнджфорд (англ. Grangeford; ирл. An Ghráinseach) — деревня в Ирландии, находится в графстве Карлоу (провинция Ленстер).